# 滨河圣约瑟夫
滨河圣约瑟夫（法語：Saint-Joseph-de-Rivière，法語發音：[sɛ̃ ʒozɛf də ʁivjɛʁ]）是法国伊泽尔省的一个市镇，位于该省中北部，属于格勒诺布尔区。

## 地理
滨河圣约瑟夫（45°22'33"N, 5°41'49"E）面积17.39 平方千米，位于法国奥弗涅-罗讷-阿尔卑斯大区伊泽尔省，该省份为法国东南部内陆省份，北起顺时针与安省、萨瓦省、上阿尔卑斯省、德龙省、阿尔代什省、卢瓦尔省和罗讷省。
与滨河圣约瑟夫接壤的市镇（或旧市镇、城区）包括：圣洛朗迪蓬、圣皮埃尔-德沙特勒斯、米里贝勒莱塞谢勒、圣奥普尔、圣艾蒂安德克罗塞、拉叙尔昂沙特勒斯。

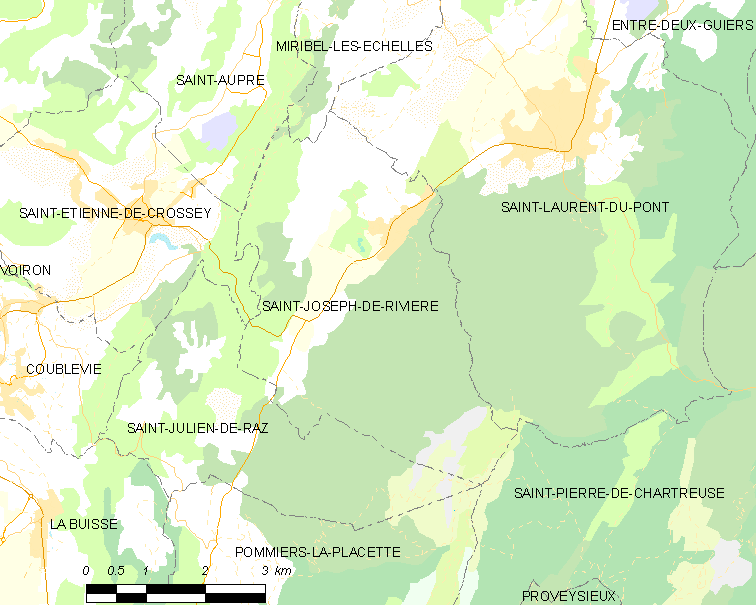
滨河圣约瑟夫的OSM定位图

滨河圣约瑟夫的时区为UTC+01:00、UTC+02:00（夏令时）。

## 行政
滨河圣约瑟夫的邮政编码为38134，INSEE市镇编码为38405。

## 政治
滨河圣约瑟夫所属的省级选区为沙特勒斯-吉耶县。

## 人口

1962-2008年间滨河圣约瑟夫人口变化图示

滨河圣约瑟夫于2022年1月1日时的人口数量为1243人。